# Sœurs du Cœur Immaculé de Marie de Porto Alegre
Les sœurs du Cœur Immaculé de Marie de Porto Alegre (en latin : Congregatio Sororum ab Immaculato Corde Mariae) sont une congrégation religieuse féminine enseignante et hospitalière de droit pontifical.

## Historique
En 1843, Barbara Maix (1818-1873) ouvre une pension à Vienne pour accueillir les filles sans emploi mais à la suite du printemps des peuples, elle et ses 21 compagnes sont expulsées d'Autriche ; elles décident donc de s'installer au Brésil. Elles arrivent à Rio de Janeiro le 9 novembre 1848 et fondent leur maison-mère à Porto Alegre le 8 mai 1849. Le 8 mai 1849, Mgr Manoel de Monte Rodrigues, évêque de Rio de Janeiro, érige la congrégation en droit diocésain. La maison mère est transférée à Porto Alegre en 1856 et l'institut reçoit le décret de louange le 14 mars 1932. 

## Activité et diffusion
Les sœurs du cœur immaculé de Marie se consacrent principalement à l'enseignement mais œuvrent aussi dans les hôpitaux et les paroisses.
Elles sont présentes en :
- Amérique : Brésil, Argentine, Bolivie, Haïti, Paraguay, États-Unis, Venezuela.
- Europe : Italie.
- Afrique : Mozambique.

La maison-mère est à Porto Alegre.
En 2017, la congrégation comptait 699 sœurs dans 125 maisons.